# Haidy Moussa
Haidy Moussa (El Mansura, 15 de noviembre de 1993) es una actriz y cantante egipcia. En 2016 y 2017 recibió los premios DG (Dear Gest) y MEMA (Middle East Music awards) como mejor estrella emergente. Inició su carrera en la Ópera de El Cairo, uno de los escenarios más emblemáticos de Egipto.

## Biografía
Moussa nació en El Mansura en 1993 en el seno de una familia artística. Por consejo de su padre, empezó a tomar clases de canto en el Palacio de la Cultura de su ciudad natal. Cuando tenía nueve años, el renombrado director de orquesta y maestro Selim Sahab escuchó su voz y la invitó a El Cairo para que reforzara su formación musical en el mundo de la ópera.
A los diecinueve años participó en el programa de concurso Arab Idol en su segunda temporada (2012). En 2015 participó en un nuevo concurso televisivo, Star Academy Arab World, en el que logró avanzar hasta la final. Luego de publicar varios sencillos y de participar en la serie de televisión de 2017 Le A'la Se'r, en 2018 publicó su larga duración debut, titulado Henyat El-Donia.

## Discografía
- Henyat El-Donia (2018)

## Filmografía
- Arab Idol (2012)
- Star Academy Arab World (2015)
- Le A'la Se'r (2017)